# Baltasar Castiglione
Baldassarre, Baldassar o Baldesar Castiglione, españolizado como Baltasar Castiglione o Baltasar Castellón, (Casatico, Provincia de Mantua, 6 de diciembre de 1478-Toledo, 2 de febrero de 1529) fue un noble cortesano, diplomático y escritor humanista mantuano, conde de Novellata, autor del célebre tratado Il Cortegiano (1528), traducido al castellano en 1534 como El Cortesano por Juan Boscán.

## Vida
Natural de Casatico, en el entonces marquesado de Mantua, era hijo de Cristóforo Castiglione, hombre de armas, y de Luigia Gonzaga, pariente del marqués de Mantua, Ludovico III. En 1494 se trasladó a Milán, estudiando en la escuela humanista de Giorgio Merula y Demetrio Calcondila.
En 1499, con la muerte de su padre volvió a Mantua para hacerse cargo de su casa y hacienda entrando al servicio del marqués Francesco Gonzaga, al que acompañó en 1503 a la batalla del Garellano, donde el ejército francés y sus aliados italianos fueron vencidos por el ejército español del Gran Capitán.
De 1504 a 1513 residió en la corte ducal de Urbino, la más refinada de Italia, siendo encargado de misiones diplomáticas (Inglaterra, Milán) primero por Guidobaldo de Montefeltro y luego por su sucesor Francesco Maria della Rovere. Participó en la expedición de Julio II contra Venecia, recibiendo en recompensa el condado de Novellata.
En 1513 fue enviado como embajador a Roma, donde permaneció hasta 1516, participando activamente en la vida cultural de la ciudad. Mantuvo una profunda amistad con Rafael, al que sugirió la importante carta al papa León X, por largo tiempo atribuida al mismo Sanzio, sobre la antigüedad romana y la manera de restaurarla. En 1516, de vuelta a Mantua, contrajo matrimonio con Ippolita Torelli, de la que tuvo tres hijos: Camillo, Anna e Ippolita.
Viudo en 1520, abrazó el estado eclesiástico. En 1524 Clemente VII lo nombró nuncio y colector general de la Cámara Apostólica en España, llegando a Toledo el 8 de octubre de 1525. En este cargo hubo de ejercer complicadas misiones diplomáticas ante el Emperador Carlos V. Tras el saco de Roma en 1527, Clemente VII le acusaría de no haber sabido realizar su labor con éxito. Castiglione lograría revocar tal acusación con una honesta carta al papa, ofreciendo después ulteriores pruebas de su fidelidad a la Iglesia en las duras palabras arrojadas en tono apologético que dirigió, en 1528, contra Alfonso de Valdés, cuyo Diálogo de las cosas acaescidas en Roma exigió que fuese requisado y destruidos todos sus ejemplares, a lo que se negó el inquisidor general, Alonso Manrique.
En 1529 murió en Toledo atacado de fiebres violentas, a la edad de cincuenta años.

## Obra

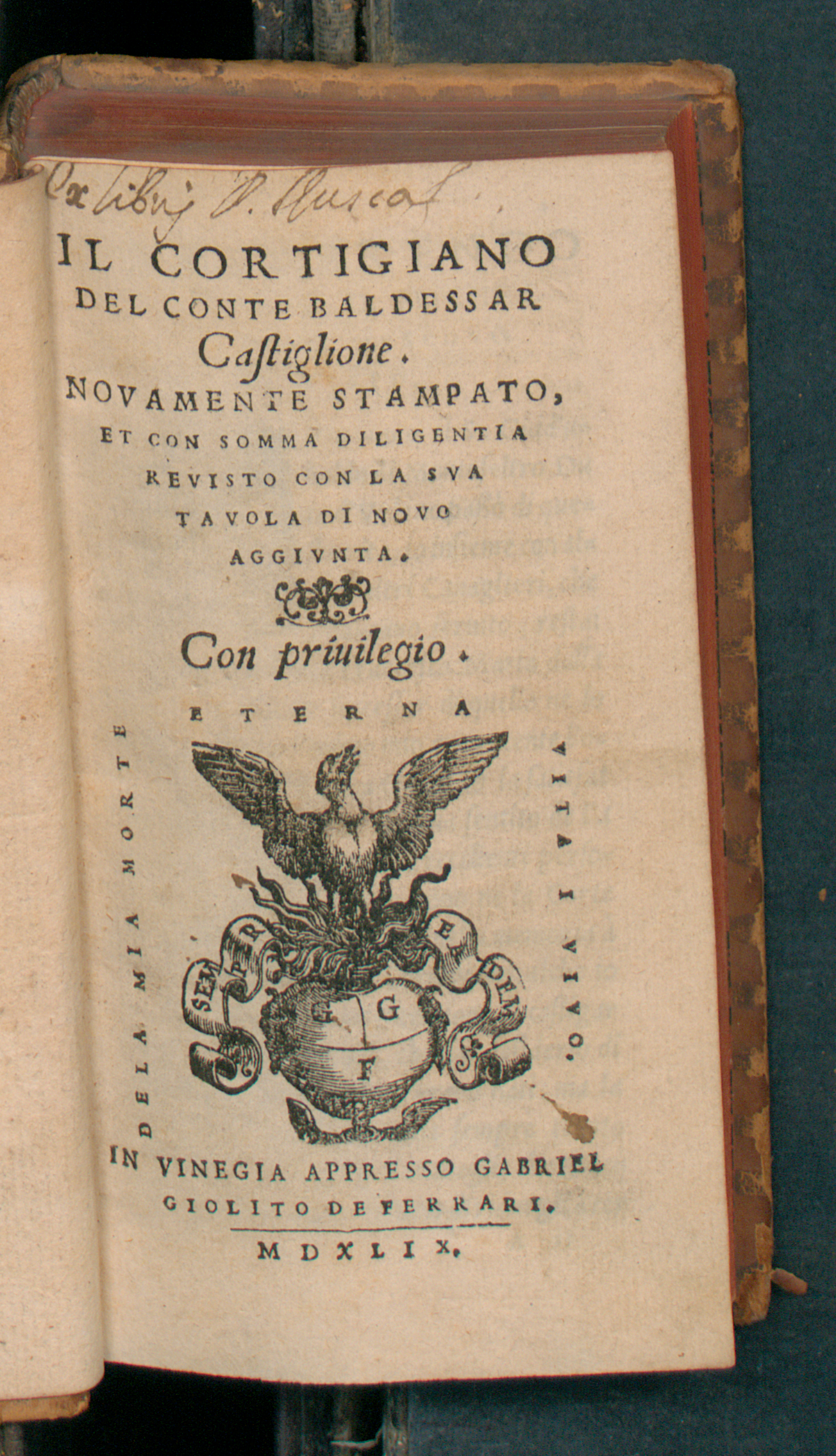
Cortegiano, 1549

Su obra más importante es El cortesano, cuyo manuscrito pasó al humanista Marcantonio Flaminio para que lo corrigiera. En ella describe el ideal de vida del Renacimiento y propugna un modelo de caballero que responde a las inquietudes y a la visión del mundo que se tenía en esa época: el caballero perfecto debía ser tan experto en las armas como en las letras, saber conversar y tratar con sus semejantes (especialmente con las damas), y tañer algún instrumento musical.
La obra adopta la forma del diálogo ciceroniano en cuatro libros y expone el que mantienen durante cuatro noches una duquesa, una princesa, un cardenal, Cesare Gonzaga, el poeta Pietro Bembo, Giuliano di Medici, Ludovico di Canossa, Federico Fregoso y el Aretino. La conversación se inicia como un juego que sugiere Fregoso para elegir entre todas las propuestas que se formulen la forma de cortesanía más conveniente. En el primer juego se debate acerca del nacimiento y educación del gentilhombre; en el segundo, de su comportamiento en sociedad; en el tercero, del ideal de la perfecta dama de palacio; y el cuarto, que trata de las relaciones del cortesano con el príncipe, se cierra con una disertación sobre el amor platónico a cargo de Bembo. La conversación se desarrolla con un ritmo armonioso y está moderada por el ideal del decoro que presidió la literatura, el arte y las costumbres del Renacimiento. El cortesano fue traducido al castellano por Juan Boscán a instancias de su amigo Garcilaso de la Vega.
También compuso varios poemas ocasionales en italiano y casi una veintena de poemas en latín, la mayoría elegías, églogas y epigramas. La égloga Alcon, esbozada en 1506 y reescrita en 1507, conmemora la muerte de su amigo Domizio Falcone y del hermano Girolamo, retomando temas de Virgilio, Ovidio y Tibulo. La elegía Ad puellam in litore ambulantem, compuesta en 1513, Castiglione evoca la undécima elegía del segundo libro de los Amores de Ovidio, pero el tema es un simple paseo por el río que ofrece motivo a evocar varios pasajes de las Metamorfosis. La elegía De Elisabella Gonzaga canente, es un homenaje cortesano; la Prosopopeia Ludovici Pici Mirandulani contiene, junto a la evocación del amigo difunto, la celebración de un príncipe valeroso y virtuoso; la elegía De morte Raphaelis pictoris, escrita al morir el pintor Rafael, recuerda al amigo artista con versos de absoluta grandeza. Pero el carmen latino más famoso de Castiglione es la Elegia qua fingit Hippolyten suam ad se ipsum scribentem, elaborada en Roma en 1519. El autor imagina dar voz a su mujer enamorada según el modelo ovidiano de las Heroidas y para consolarse de su ausencia la imagina pintada por Rafael.
Al principio de 1508, entre Baldassarre Castiglione y Cesare Gonzaga escribieron a cuatro manos la égloga Tirsi, una fábula pastoril en cincuenta y cinco estancias que fue recitada en la corte de Elisabetta Gonzaga y Guidubaldo di Montefeltro para celebrar los carnavales. En cuanto a su Epistolario, puede dividirse en privado y público; el privado se reparte en tres grupos: cartas familiares (en que destaca la correspondencia dirigida a su madre Aloisia); cartas a amigos (desde los de juventud, como Mario Fiera y Giovan Giacomo Calandra) y a príncipes y jefes de Estado (desde Francesco Maria Della Rovere a Federico Gonzaga, desde Isabella de Este a Elisabetta Gonzaga, desde Luis XII rey de Francia a León X). El público contiene las cartas a Enrique VII por la muerte de Guidubaldo, a León X sobre el restablecimiento de la Roma antigua, al Colegio de cardenales en la persona del duque de Urbino, a sí mismo a nombre de Rafael y a Alfonso de Valdés.